# 陸洪均
陸 洪均（ユク・ホンギュン、朝鮮語: 육홍균、1900年10月1日 - 1983年7月5日）は、日本統治時代の朝鮮の独立運動家、アナキスト、ジャーナリスト、大韓民国の政治家。制憲・第2代韓国国会議員。本貫は沃川陸氏。

## 経歴
慶尚北道善山郡（現・亀尾市）出身。水原高等農林学校卒、日本大学文科修学、1923年東京川端画学校西洋画科修了。日本統治時代は朴烈、金子文子、崔圭淙、金重漢らと提携して抗日運動を行い、雑誌『現社会』および朝鮮人向けの小冊子『小作人運動』『自由労働組合』の編集者・秘密出版人を務めたほか、無政府主義の「不逞社」「黒友会」「自然児社」などの秘密結社も組織した。
1923年の朴烈事件で警視庁に検挙され、治安維持法違反で連座制により市ヶ谷刑務所で服役した後、1926年に黒友会の後身である黒色青年連盟に参加し、1927年に帰国して玉城農友会で地域の農民運動を主導しながら、玉城消費組合と無政府主義の私生活社を組織運営し、ウリサルリム（われらの暮らし）協同組合の理事長を8年間務めた。1932年に善山警察署により検挙され、また1年間拘禁された。1934年9月から1938年6月までは東亜日報善山支局支局長として活動した。
1939年にまた逮捕・投獄され、その後は中国に渡った。光復後は帰国し独促国民会善山郡支部長、大同青年団メンバー、独立労農党幹部を務め、国会議員当選後は国会産業労農委員会委員・懲戒委員会委員・農林委員会常任委員、大韓農友党結成推進委員を務め、韓米行政移譲協定反対声明や米軍駐屯に反対する声明、外国軍の即時撤退を要請する南北統一に関する緊急決議案の提出、自律的南北平和統一メッセージ、付日反逆行為の粛清に関する敵産対策協会宣言などに参加・同調した。党籍は一貫して非韓国民主党系で活動し、大韓独立促成国民会、新政会、大韓国民党、民友会を経て自由党に入党したが、その後また無所属となった。1963年5月に同志会指導委員を務め、1969年には土地改良組合連合会顧問として活動し、農民運動に積極的に参加した。1969年9月、3選改憲のための国民投票対策委員会共和党顧問に委嘱され、1972年11月20日、制憲同志会所属の制憲議員53人のうちの1人として、10月維新を支持する声明書の発表に参加した。
1983年7月5日、ソウル市江南区大峙洞の自宅で持病により死去。享年83。

## 賞勲
1969年に国民勲章無窮花章が授与された。1990年に独立有功者として認められ、建国勲章愛族章が追叙された。